# Carl Th. Jensen
Carl Th. Jensen (født 14. juli 1891 i København, død 1970) var en dansk journalist, der var ansvarshavende chefredaktør på B.T. fra 1926 til 1932 og igen fra 1955 til 1962.
Carl Th. Jensen blev student i 1913 og blev samme år ansat ved Vort Land. I 1917 kom han til Berlingske Tidende som redaktionssekretær og var her til 1926. Sideløbende var han 1921 redaktør af Dansk Læder- og Skotøjstidende. I 1926 kom han til B.T. som ansvarshavende chefredaktør og var her til 1937, hvor han blev redaktør for Berlingske Aftenavis. Fra 1946 var han redaktionschef samme sted. Han vendte tilbage til B.T. i 1955 og blev i denne omgang til 1962.
Fra 1925 til 1926 og igen fra 1930 var han formand for Journalistforeningen i København. Han engagerede sig også senere i Den danske Presses Fællesråd og fra 1946 var han medlem af kongreskomitéen i The International Federation of Journalists of Allied or Free Countries. 
Carl Th. Jensen var ridder af Dannebrog. 